# مهسا عرفانی
مهسا عرفانی (زادهٔ ۱۱ دی ۱۳۶۴) صداپیشه و مدیر دوبلاژ اهل ایران است. او فرزند شهلا ناظریان و حسین عرفانی از صداپیشگان پیش‌کسوت در رادیو و دوبله است. وی فعالیت خود را از پنج سالگی در فیلم مستاجر با مدیریت دوبلاژ ناصر طهماسب آغاز کرد.

## زندگی و حرفه
مهسا عرفانی در ۱۱ دی ۱۳۶۴ در تهران متولد شد. از کودکی به همراه پدر و مادرش در سالن‌های دوبله حضور داشت و اولین بار در سن ۵ سالگی به عنوان دوبلور وارد کار شد. اولین تجربهٔ صداپیشگی او در فیلم مستأجر با مدیریت دوبلاژ ناصر طهماسب و تهیه‌کنندگی امیرحسین شریفی بود. مادرش جمله‌ها را در گوشش می‌خواند و او تکرار می‌کرد چون سواد نداشت. او در فیلم شب بخیر غریبه نیز همراه با مادرش بازی کرده اما عمده شهرت او به خاطر دوبله بود. او دوران متوسطه را در هنرستان سوره گذراند و دارای لیسانس بازیگری و فوق لیسانس کارگردانی است.
عرفانی روی تیزرها نیز صداپیشگی می‌کرد که می‌توان به تبلیغ بستنی میهن (مامان جون بستنی‌اش خوشمزه‌تره!) اشاره کرد. وی بیشتر در دوبله انیمیشن‌ها فعالیت می‌کند از جمله آنها می‌توان به باب اسفنجی، فروزن، فوتبالیست‌ها، نیک و نیکو، شهر موش‌ها و باربی اشاره کرد.
عرفانی در سال ۱۳۸۱، زمانی که دیپلم خود را گرفته بود، ازدواج کرد. همسر اول او فعالیتی در دوبله و سینما نداشت و در زمینه تجهیزات کامپیوتری مشغول به کار بود. این ازدواج اما به جدایی انجامید و او در سال ۱۳۹۸ با پویا فهیمی، از گویندگان سازمان صدا و سیما، ازدواج کرد.

## فهرست آثار
- پونی کوچولوی من: دوستی معجزه است
- ماکیا: زمانی که گل موعود می‌شکفد
- پسران فوتسالی
- فراتر از قله
- لاک‌پشت‌های نینجای نوجوان ۲۰۰۳
- فندق‌شکن
- دیجیمون
- شاهزاده اژدها
- توضیح داده شده
- سرخ یک
- برادران
- مردان وحشی
- کد گیاس
- فوریوسا: حماسه مکس دیوانه
- بامسه و زنگ رعد
- جزیره گنج
- اگر
- شکارچیان روح: امپراتوری یخ‌زده
- نگهبان شیر
- منجورهای من ۴
- جنگ داخلی
- نجات بیگینی باتوم: فیلم سندی چیکس
- جزیره دایناسورها
- کاپیتان سوباسا ۲۰۱۸
- مرد سقوط‌کننده
- پسرک و مرغ ماهی‌خوار
- آلفا و امگا ۸: سفر به پادشاهی خرس
- آلفا و امگا ۷: یخ‌بندان بزرگ
- نمایش منظم
- فریلنسر
- اینیشیال دی: مرحله اول
- راتاتویی
- مرد عنکبوتی: مجموعه انیمیشن
- گارفیلد و دوستان
- پدینگتون ۲
- به غرب برو: ماجراجویی لاکی لوک
- آکادمی اسکایلندرز
- دکس همیلتون: آتش و یخ
- بچه رئیس: بازگشت به کسب‌وکار
- هیلدا
- مراقب بتمن باشید
- تسورونه: باشگاه کمانگیری دبیرستان کازمای
- سرزمین قبل از زمان ۱۴: سفر شجاعان
- سرزمین قبل از زمان ۱۰: مهاجرت بزرگ گردن‌درازها
- دیویدیل
- سرزمین قبل از زمان ۲: ماجراجویی دره بزرگ
- دورو
- ماجراهای حیوان ژوراسیک: راز گمشده
- چینک: کارآگاه خوش‌تیپ
- ظهور افسانه
- شکارچیان اژدها
- حمله به تایتان
- چنگال آهنی
- معادله دوست‌داشتنی پروفسور
- بچه رئیس: بازگشت به گهواره
- مادلین: مادلین منصفانه من
- دنیس دردسرساز در کنترل سفر
- تینکر بل و گنج گمشده
- داستان پروانه
- لگو چیما
- توتو ساپوره و داستان جادویی پیتزا
- سرود کریسمس ۱۹۹۴
- تام و جری و جادوگر شهر اوز
- خرس قطبی کوچولو
- پوکمون برای همیشه: سلیبی – صدای جنگل
- تلقین
- گاتی
- زیبای خفته
- پسر گجت و هدر
- زورو: وقایع‌نگاری
- ۲.۴۳: تیم والیبال پسران دبیرستان سیین
- مرد عنکبوتی ۲۰۱۷
- مرد عنکبوتی: بازگشت به خانه
- مرد عنکبوتی: شگفت‌انگیز
- روبی گیلمن، کراکن نوجوان
- باب اسفنجی شلوار مکعبی: منطقه جزر و مدی
- باکوگان: مبارزان نبرد
- دارک وینگ داک
- سوزومه
- گربه چکمه‌پوش: آخرین آرزو
- لاک‌پشت‌های نینجای نوجوان ۱۹۸۷
- ختمه میته
- مادام وب
- آخرین بازمانده از ما
- شر
- هولمز کیوتو
- وان پانچ من
- تینکر بل و افسانه هیولای ناب
- بچه رئیس: جایزه کریسمس
- درون و بیرون
- ربات و فرانک
- همراهان حیوان خانگی: کد مارکو پولو
- وینی‌تون‌ها – افسانه گنج در دریاچه نقره‌ای
- آکادمی خرگوش: مأموریت تخم‌ممکن
- راز بال‌ها
- مادی از ایست‌تاون
- سیاه‌گوش گمشده
- داستان اسباب‌بازی ۳
- ماجراهای شارک‌بوی و لاواگرل سه‌بعدی
- آواتار: آخرین بادافزار
- بتمن
- آخرین پرونده بازرس گجت: انتقام پنجه
- سامورایی جک
- نمایش وودی وودپکر
- سونیک خارپشت ۲
- اسپیس جام
- آستریکس گال
- میشل‌ها در مقابل ماشین‌ها
- نهنگ
- چیزهای عجیب
- انتقام‌جویان: گرد هم آمدن
- گاتهام
- رایا و آخرین اژدها
- زیبایی و هیولا
- کشتن یک گوزن مقدس
- موآنا
- فیلم باب اسفنجی: اسفنج بیرون از آب
- جادوگران
- شیطان همیشه
- کاپیتان زیرشلواری: اولین فیلم حماسی
- عملیات آجیلی ۲: آجیلی اصل
- موگلی: افسانه جنگل
- فیلم باب اسفنجی شلوار مکعبی
- سونیک خارپشت
- علاءالدین
- تارزان و جین
- خانواده آدامز
- داستان اسباب‌بازی ۲
- داستان اسباب‌بازی
- گودزیلا
- آن از گرین گیبلز: آتش و شبنم
- حیوانات متحد
- پی‌کی
- افسانه جومونگ
- دنیای شگفت‌انگیز گامبال